# Adela Dankowska
Adela Stanisława Dankowska (ur. 5 stycznia 1935 w Sobieniach-Jeziorach) – polska pilotka samolotowa i szybowcowa, posłanka na Sejm X kadencji (1989–1991).

## Życiorys
Ukończyła w 1959 studia ekonomiczne w Szkole Głównej Gospodarstwa Wiejskiego w Warszawie. W 1959 rozpoczęła karierę w szybownictwie i lotnictwie. Ustanowiła łącznie 15 rekordów świata i 43 rekordów Polski. Przez wiele lat pracowała jako instruktor lotniczy w Centralnej Szkole Szybowcowej Aeroklubu Polskiego w Lesznie. Należała do komisji rewizyjnej Wojewódzkiej Spółdzielni Spożywców „Społem”. Członkini Krajowej Rady Lotnictwa i Państwowej Lotniczej Komisji Egzaminacyjnej. Swoją karierę w sporcie szybowcowym opisała w wydanej w 2005 książce pt. Z głową w chmurach.
Angażowała się także w działalność polityczną. Zasiadała w miejskiej i wojewódzkiej radzie narodowej. W 1981 została przewodniczącą komisji zakładowej Niezależnego Samorządnego Związku Zawodowego „Solidarność” w Lesznie. Od 1989 do 1991 sprawowała mandat posła na Sejm X kadencji z poparciem Komitetu Obywatelskiego, wybrana została w okręgu leszczyńskim. W latach 1994–1998 zasiadała w radzie Leszna. W 1998 nie uzyskała reelekcji z Komitetu Wyborczego „Prawica Razem”. W 2010 i 2014 kandydowała do niej z listy Platformy Obywatelskiej, a w 2018 i 2024 wystartowała na radną miejską z ramienia Koalicji Obywatelskiej.

## Życie prywatne
Była żoną polskiego szybownika Józefa Dankowskiego, długoletniego trenera kadry szybowcowej. Matka Jacka (również szybownika i trenera kadry szybowcowej) oraz Doroty.

## Odznaczenia
- Krzyż Kawalerski Orderu Odrodzenia Polski (1978)
- Srebrny Krzyż Zasługi (1970)
- Medal Komisji Edukacji Narodowej (1981)
- Medal „Za zasługi dla obronności kraju”
- Odznaka Zasłużony Mistrz Sportu
- Odznaka „Zasłużony dla Województwa Leszczyńskiego” (1977)[7]
- „Zasłużony dla miasta Leszna” (1999)
- Odznaka Zasłużony Działacz Lotnictwa Sportowego (1976)
- Medal Tańskiego (1964)
- Medal Lilienthala (1975)